# Mysletice
Mysletice är en ort i Tjeckien.   Den ligger i regionen Vysočina, i den centrala delen av landet, 130 km sydost om huvudstaden Prag. Mysletice ligger 576 meter över havet och antalet invånare är 119.
Terrängen runt Mysletice är huvudsakligen platt, men norrut är den kuperad. Runt Mysletice är det ganska tätbefolkat, med 93 invånare per kvadratkilometer. Närmaste större samhälle är Dačice, 7,6 km sydost om Mysletice. Trakten runt Mysletice består till största delen av jordbruksmark.